# Гусавік
Гу́савік (ісл. Húsavík, ісл. вимова: [ˈhuːsaˌvik], у пер. «домашня бухта») — місто та порт в Ісландії.

## Географія
Гусавік розташований на півночі Ісландії, у комуні Нордурпінг регіону Нордурланд-Ейстра. Місто є адміністративним центром своєї комуни; лежить на березі бухти Ск'яулванді (Skjálfandi), має порт для риболовецьких суден та лежить на одній з центральних автомагістралей Ісландії (№ 85). Відстань від Гусавіку до Рейк'явіку становить всього 480 кілометрів. У місті мешкає 2926 людей (станом на 2010 рік).

## Клімат
Місто розташоване в зоні «полярних пустель». Найтепліший місяць — липень із середньою температурою 10.6 °C. Найхолодніший місяць — січень, із середньою температурою -1.7 °С.
| Клімат Гусавіка         | Клімат Гусавіка | Клімат Гусавіка | Клімат Гусавіка | Клімат Гусавіка | Клімат Гусавіка | Клімат Гусавіка | Клімат Гусавіка | Клімат Гусавіка | Клімат Гусавіка | Клімат Гусавіка | Клімат Гусавіка | Клімат Гусавіка | Клімат Гусавіка |
| Показник                | Січ.            | Лют.            | Бер.            | Квіт.           | Трав.           | Черв.           | Лип.            | Серп.           | Вер.            | Жовт.           | Лист.           | Груд.           | Рік             |
| Абсолютний максимум, °C | 13              | 12              | 13              | 16              | 20              | 26              | 28              | 24              | 21              | 17              | 12              | 13              | 28              |
| Середній максимум, °C   | 1               | 1               | 2               | 5               | 10              | 12              | 14              | 13              | 11              | 5               | 3               | 2               | 7               |
| Середня температура, °C | −1              | −1              | 0               | 2               | 6               | 8               | 10              | 9               | 7               | 2               | 1               | 0               | 4               |
| Середній мінімум, °C    | −3              | −3              | −3              | −1              | 2               | 5               | 7               | 6               | 4               | 0               | −1              | −1              | 1               |
| Абсолютний мінімум, °C  | −18             | −17             | −15             | −12             | −8              | −1              | 0               | −2              | −2              | −11             | −12             | −13             | −18             |
| Норма опадів, мм        | 30              | 20              | 30              | 20              | 10              | 40              | 50              | 60              | 50              | 100             | 50              | 40              | 550             |
| ----------------------- | --------------- | --------------- | --------------- | --------------- | --------------- | --------------- | --------------- | --------------- | --------------- | --------------- | --------------- | --------------- | --------------- |
| Джерело: Weatherbase    |                 |                 |                 |                 |                 |                 |                 |                 |                 |                 |                 |                 |                 |

## Історія
На території сучасного міста приблизно 845 року збудував свій табір та перезимував шведський вікінг Гардар Свавасон. Він був одним із перших, хто серйозно досліджував та освоював ісландські землі. У місті, біля місцевої школи, є пам'ятник на його честь.

## Музеї

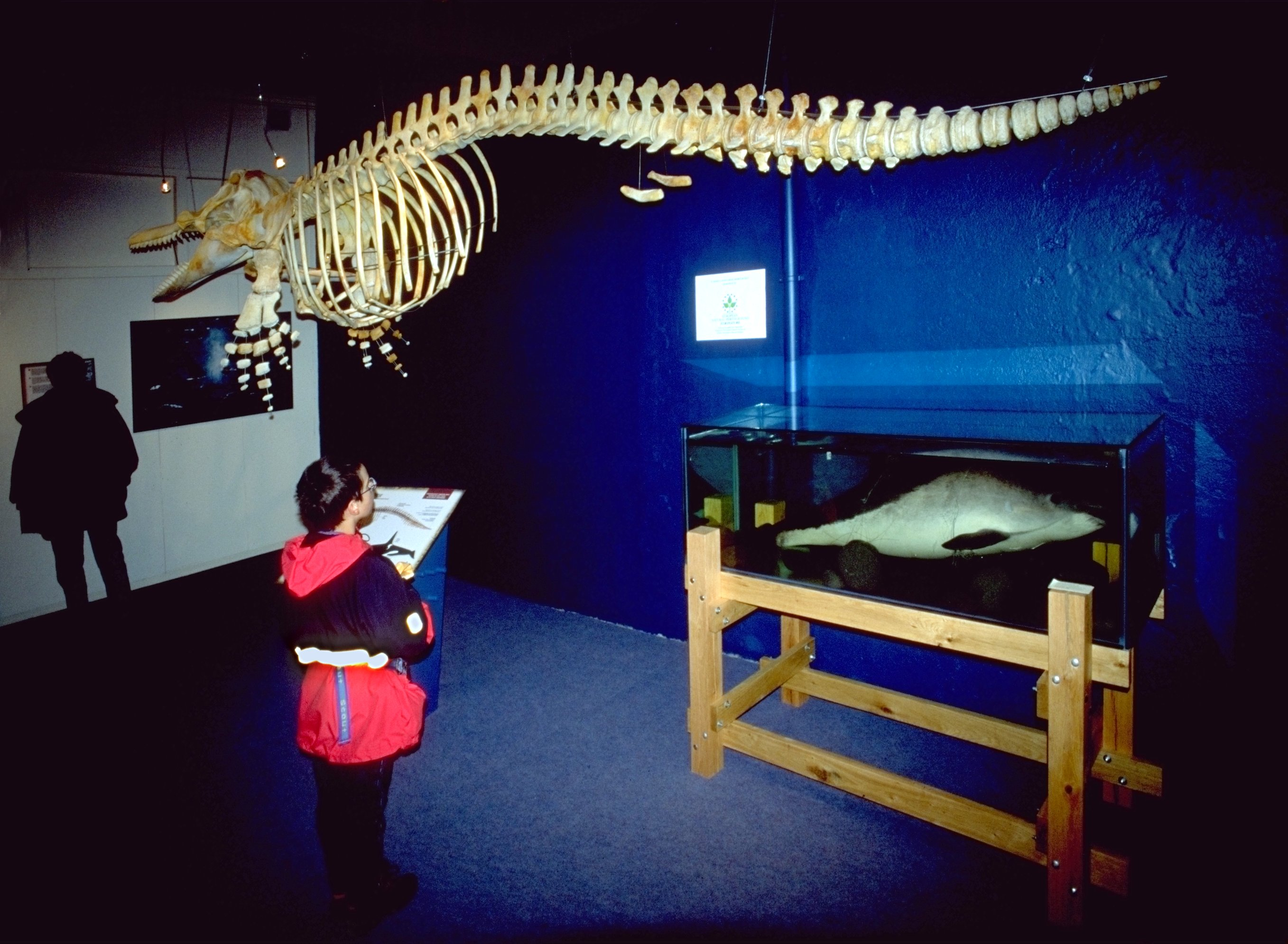
В музеї китів

У Гусавіці, у районі порту, розміщений музей китів. З міста також можна здійснити морську екскурсію для спостереження за морськими ссавцями, а також екскурсію в район Мюватн — вулканічно активний регіон на південний схід від міста. У місті був єдиний у світі Фалологічний музей (Hið íslenzka reðasafn), що містив, однак, експонати, що належати тваринам (від миші до кита). Наразі цей музей переїхав до Рейк'явіку.

## Масова культура
Гусавік став натхненням для пісні «Húsavík (My hometown)» у фільмі «Пісенний конкурс Євробачення: Історія вогненної саги». У фільмі знялися зірки Вілл Ферелл та Рейчел Мак-Адамс, а також Пірс Броснан, Ден Стівенс, Демі Ловато та інші. У стрічці двоє громадян Гусавіка мріють перемогти на пісенному конкурсі «Євробачення».